# Wojciech Skaba
Wojciech Skaba, né le 9 avril 1984 à Rybnik, est un footballeur polonais.

## Biographie
Il évolue en tant que gardien de but au Ruch Chorzów

## Palmarès
- Champion de Pologne : 2014
- Vice-champion de Pologne : 2009
- Vainqueur de la Coupe de Pologne : 2008, 2011, 2012, 2013